# Казацкер, Декабрина Вольфовна
Декабрина Вольфовна Казацкер (1 декабря 1913, Дубоссары, Тираспольский уезд, Херсонская губерния — 18 августа 1983, Кишинёв)— советская шахматистка и шашистка. Первая чемпионка Молдавии по шашкам и шахматам.
В 1937 году стала первой чемпионкой Молдавской АССР и по шахматам и по шашкам. В 1949 году стала победительницей первого чемпионата Молдавской ССР по шахматам среди женщин, затем становилась чемпионкой ещё дважды — в 1951 и 1952 годах. Участница полуфинала первого командного чемпионата СССР (1948).
Родилась в Дубоссарах, где до войны заведовала пионерским клубом. Во время войны — с родителями в эвакуации в Джамбуле, где умер отец Вольф Моисеевич Казацкер (1881—1942); работала воспитательницей в яслях и детских садах.
Брат — израильский литератор Иойна (Иона) Вольфович Казацкер, участник Великой Отечественной войны, кавалер ордена Красного Знамени, публикующийся главным образом под литературным псевдонимом Ионатан Росвэл; переводчик с идиша, редактор.